# Michael Simon
Michael Simon (* 29. srpna 1972 Hamburk) je německý DJ a producent. Pochází z Hamburku. V devadesátých letech působil v tanečním projektu Shahin & Simon, kde vznikly hity jako Do The Right Thing a The Rebel. Se skupinou Scooter se poprvé setkal v roce 1996, když remixoval písně I'm Raving a Let Me Be Your Valentine. V témže roce také doprovázel Scooter na turné. V roce 2006 oficiálně vstoupil do skupiny a nahradil tak Jaye Froga.

## Diskografie
- Baby Techno (1994)
- Feel Like Dancin' (1998)
- To Be Love (2001)
- Dreams / I Want to Show You (2004)
- Feeling Fire / Electro Rocks (2005)
- Aerobuzz (2014)
- Brazuca (2014)
- Be Mine (2014)
- City Lights (2015)